# 東京都立多摩産業交流センター
東京都立多摩産業交流センター (英:Tokyo Metropolitan Tama Business Activation Center) は東京都八王子市明神町にあるコンベンションセンター。愛称は東京たま未来メッセ。

## 概要
MICEを見据えた施設として、東京都立産業技術研究センターの跡地に開業。一階は展示室、二階と三階は会議室、四階以上は八王子市保健所と東京都八王子合同庁舎（八王子都税事務所、浅川林務出張所、南多摩西部建設事務所）が入る。多摩イノベーションパーク構想の一角を担う施設である。主な目的は多摩地域の持つ産業集積の強みを生かし、広域的な産業の中枢を担うことによる、東京都の産業振興を図ることである。2022年10月14日、正式に開業。

## 管理指定者
指定管理者制度をとっており、指定管理者は多摩産業交流センター指定管理共同企業体。指定管理期間は2021年4月1日から2026年3月31日までの5年間。構成団体は、日本コンベンションサービスと京王エージェンシー、京王設備サービス。

## 愛称について
愛称の「たま未来メッセ」は、後述の通り2021年6月から公募され、応募総数は811件の中から決まった。「未来に向かって情報発信を行う場所というメッセージがすばらしい」「現状を乗り越え、未来をつくっていくことが表現されている」が決定の理由である。

## 沿革
- 2020年8月 - 指定管理者を募集[6]。
- 2020年11月 - 指定管理者を決定[7]。
- 2021年6月 - 施設愛称を募集[8]。
- 2021年10月 - 東京都立多摩産業交流センターの愛称・開業日を決定[9]。
- 2022年8月1日 - 八王子市保健所が庁舎棟に移転[10]。
- 2022年9月20日 - 八王子都税事務所が庁舎棟に移転[11]。
- 2022年10月14日 - コンベンションセンターが開業。